# John Agar
John Agar (Chicago, 31 januari 1921 - Burbank, 7 april 2002) was een Amerikaans militair en acteur.
John Agar ziet het levenslicht in Chicago, Illinois als een van de vier kinderen van John Agar Senior en Lillian Rogers - Agar. Hij loopt school op de kostschool van Harvard voor jongens.
Na afgestudeerd te zijn begint John met een nieuwe opleiding in Pawling, New York en slaagt na vier moeizame jaren voor deze opleiding. Hij besluit het leger in te gaan en werkt zichzelf op tot sergeant.
Na zijn ontslag als legersergeant ontmoet John Agar al snel zijn vrouw, actrice Shirley Temple. In september 1945 trouwt het koppel maar het huwelijk loopt in 1949 op de klippen. Samen hebben ze een dochter.
De meest bekende film waar John Agar samen met Shirley Temple speelde was "Fort Apache" (1948).
In 1951 komt John zijn tweede vrouw Loretta Combs tegen en tot haar dood in 2000 krijgen ze samen nog twee zoons. Tot zijn dood speelde John nog in diverse films en vele tv shows.
John overlijdt op 7 april 2002 aan de gevolgen van longemfyseem.